# Alin Lupeică
Florin Alin Lupeică, mai cunoscut ca Alin Lupeică (n. 22 aprilie 1973, Iași, România) este un scrimer român specializat pe sabie.
Elev al lui Iulian Bițucă, a fost laureat cu bronz la individual la Campionat Mondial pentru juniori din 1993 și pe echipe la Campionatul Mondial pentru seniori din 1994 și din 2001. A participat la trei ediții ale Jocurilor Olimpice: Barcelona 1992, Atlanta 1996, Sydney 2000. A fost campion național în 1995, 1996 și 1997.